# Solinus cyrenaicus
Espèce
Synonymes
- Garypinus cyrenaicus Beier, 1929

Solinus cyrenaicus est une espèce de pseudoscorpions de la famille des Garypinidae.

## Distribution
Cette espèce se rencontre en Libye et en Azerbaïdjan.

## Étymologie
Son nom d'espèce lui a été donné en référence au lieu de sa découverte, la Cyrénaïque.

## Publication originale
- Beier, 1929 : Sopra alcuni pseudoscorpioni della Cirenaica. Bollettino del Laboratorio di Zoologia Generale e Agraria del R. Istituto Superiore Agrario di Portici, vol. 24, p. 78-81.